# Ricus Jansegers
Ricus Jansegers (1966) is een Belgisch televisiedirecteur.

## Levensloop
Ricus Jansegers ging naar het Sint-Pieterscollege in Jette. Hij studeerde film en regie aan het Hoger Rijks Instituut voor Toneel en Cultuurspreiding.
Van 1993 tot 1999 werkte hij voor televisiezender FilmNet en van 1999 tot 2001 voor Canal+ Groep. In 2002 werd hij programmadirecteur van SBS Belgium, de groep boven televisiezenders VT4 en VijfTV. In 2006 werd hij er CEO. Jansegers wilde van VT4 een brede publiekszender maken met nieuwe programma's en het kopen van voetbalrechten. In 2008 maakte hij de overstap naar de Duitse mediagroep ProSiebenSat.1 Media, waar hij internationale televisieprojecten leidde. In 2014 werd hij programmadirecteur van VMMa (later Medialaan), het bedrijf boven onder meer televisiezenders VTM, Q2 en Vitaya. Na de fusie tussen Medialaan en De Persgroep tot DPG Media in 2018 werd Jansegers ook directeur TV. In januari 2020 verliet hij DPG Media na een reeks ontslagen en in maart 2021 werd hij directeur Content van de Vlaamse Radio- en Televisieomroeporganisatie (VRT).
In maart 2024 werd Jansegers er van beschuldigd zijn invloed te hebben aangewend om verschillende programma's en sketches zoals Godvergeten tegen te houden, of de inhoud aan te passen. Om het welzijnsprobleem binnen de directie Content op te lossen werd hij in augustus dat jaar op advies van een externe bemiddelaar ontslagen.
Op 29 november liet Lotte Vermeir ondertussen via mail weten aan Vlaams minister van Media Cieltje Van Achter dat ze verschillende meldingen van grensoverschrijdend gedrag van Ricus Jansegers maakte.